# Campionati del mondo di ciclismo su strada 2012 - Cronometro femminile Junior
La cronometro femminile Junior dei Campionati del mondo di ciclismo su strada 2012 si svolse il 18 settembre 2012 con partenza da Eijsden e arrivo a Valkenburg, nei Paesi Bassi, su un percorso totale di 15,6 km. La medaglia d'oro fu vinta dalla britannica Elinor Barker con il tempo di 22'26"29 alla media di 41,714 km/h, quella d'argento dalla danese Cecilie Uttrup Ludwig e quella di bronzo dall'olandese Demi de Jong.
Partenza ed arrivo per 40 cicliste.

## Classifica (Top 10)
| Pos. | Corridore             | Squadra       | Tempo    |
| ---- | --------------------- | ------------- | -------- |
| 1    | Elinor Barker         | Gran Bretagna | 22'26"29 |
| 2    | Cecilie Uttrup Ludwig | Danimarca     | a 35"    |
| 3    | Demi de Jong          | Paesi Bassi   | a 1'03"  |
| 4    | Emily Roper           | Australia     | a 1'08"  |
| 5    | Ramona Forchini       | Svizzera      | a 1'10"  |
| 6    | Eva Mottet            | Francia       | a 1'11"  |
| 7    | Christina Siggaard    | Danimarca     | a 1'13"  |
| 8    | Corinna Lechner       | Germania      | s.t.     |
| 9    | Nicky Zijlaard        | Paesi Bassi   | a 1'14"  |
| 10   | Lourdes Oyarbide      | Spagna        | a 1'15"  |